# Solulus
Solulus là một chi thực vật có hoa trong họ Đậu.